# Chatanga (rivier)
De Chatanga (Russisch: Хатанга) is een rivier in de kraj Krasnojarsk in Noord-Siberië in Aziatisch Rusland.
De rivier ontstaat ten noordoosten van het Poetoranagebergte op ongeveer 600 kilometer ten noorden van de poolcirkel door de samenvloeiing van de rivieren Kotoej en Cheta bij de gelijknamige plaats, een selo op het Noord-Siberisch Laagland. De Chatanga stroomt noordoostwaarts door de Tajmyrdepressie over een breed stroombed met veel meanders iets ten zuiden van het schiereiland Tajmyr en ten noorden van het Midden-Siberisch Bergland om te eindigen in de 220 kilometer lange Golf van Chatanga, een estuarium in de Laptevzee.
Binnen het stroomgebied van de rivier liggen meer dan 112.000 meren die gezamenlijk 11.600 km² omslaan. Ook liggen er veel eilandjes in de rivier. De Chatanga wordt vooral gevoed door sneeuw en bevriest eind september, begin oktober en blijft bevroren tot begin juni. De belangrijkste zijrivieren zijn de Nizjnjaja, Bloednaja, Popigaj, Novaja en de Malaja Balachnja.
In de Chatanga zwemmen verschillende vissoorten, waaronder de rjapoesjka, omul, muksun, witte zalm, taimen, modderkruipers en anderen. De rivier is bevaarbaar en heeft een haven bij de plaats Chatanga.